# Heinrich Klostermann
Heinrich August Klostermann (* 12. August 1868 in Bochum; † 11. Februar 1953 in Menden) war ein deutscher Ingenieur und Manager der Montanindustrie.

## Leben
Der Sohn des Bochumer Geheimen Sanitätsrats Heinrich Klostermann und Neffe des Bergrechtlers Rudolf Klostermann studierte nach dem Besuch des Gymnasiums in Bochum Ingenieurwissenschaften an der Technischen Hochschule Karlsruhe und der Bergakademie Berlin. In Karlsruhe wurde er Mitglied des Corps Alemannia. Nach dem Studium war er von 1892 bis 1893 Ingenieur für Feuerungsanlagen beim Hörder Bergwerks- und Hütten-Verein in Hörde, von 1893 bis 1894 als Ingenieur für Feinkohle- und Staubfeuerungen in Düsseldorf und von 1894 bis 1898 als Stahlwerksingenieur im Westfälischen Stahlwerk in Bochum. 1898 wechselte er zum Stahl- und Walzwerk Carl Stein in Wehbach, wo er ein neues Stahlwerk errichtete und dessen Chef wurde. Später wurde er Betriebsdirektor des gesamten Werks und schließlich Vorstandsmitglied und technischer Direktor des Mutterkonzerns Bergbau- und Hütten-AG Friedrichshütte.
Klostermann war Mitglied des Kreistags und des Kreisausschusses des Kreises Altenkirchen.